# جی اینسلی
جی رابرت اینسلی (انگلیسی: Jay Robert Inslee؛ زادهٔ ۹ فوریهٔ ۱۹۵۱) یک سیاست‌مدار اهل ایالات متحده آمریکا است.
اینسلی فرماندار کنونی ایالت واشینگتن از حزب دموکرات ایالات متحده آمریکا است که در تاریخ ۱۶ ژانویه ۲۰۱۳ میلادی به عنوان فرماندار انتخاب شد و تا سال ۲۰۱۷ در این سمت باقی مانده بود.